# Stylina disticha
Stylina disticha är en svampart som först beskrevs av Christian Gottfried Ehrenberg, och fick sitt nu gällande namn av Syd. & P. Syd. 1921. Stylina disticha ingår i släktet Stylina och familjen Graphiolaceae.   Inga underarter finns listade i Catalogue of Life.